# 獭头-鹿栈国家森林
獭头-鹿栈国家森林（英語：Beaverhead-Deerlodge National Forest）是美国的一处国家森林，1905年建立，位处蒙大拿州，是该州最大的一片国家森林，占地面积约3,357,826英畝（13,588.64平方），最近的城市为比尤特。